# Sarah Jaffe (giornalista)
Sarah Jaffe (1980) è una giornalista e scrittrice statunitense.
Specializzatasi in giornalismo sindacale, è l'autrice di Necessary Trouble: Americans in Revolt (2016) e Il lavoro non ti ama (Work Won't Love You Back) (2022). È anche co-conduttrice di un podcast di nome Belabored.

## Biografia
Ha frequentato il college alla Loyola University di New Orleans, dove ha studiato inglese. Ha conseguito un master in giornalismo presso la Temple University di Philadelphia.
Sarah Jaffe ha dichiarato che inizialmente voleva diventare una scrittrice o sceneggiatrice. Dopo aver conseguito la laurea dei primi anni 2000 finisce per fare la cameriera e altri piccoli lavori per cinque anni. La sua carriera di scrittrice inizia come blogger femminista sviluppando poi un interesse per la cronaca del mondo del lavoro. La giornalista e attivista Kim Kelly descrive Jaffe come "una delle principali voci e luci guida del lavoro". Jaffe è co-conduttrice del podcast Belabored della rivista Dissent insieme Michelle Chen. In precedenza è stata direttrice web di GRITtv con Laura Flanders.
Nel 2019 Jaffe è stata Poynter Fellow presso la Yale University. È stata anche membro del Type Media Center.

### Necessary Trouble
Nel 2016, Jaffe ha pubblicato Necessary Trouble: Americans in Revolt (Guai necessari: americani in rivolta) con la casa editrice Nation Books. Il libro fa una panoramica sul decennio precedente di attivismo negli Stati Uniti, da Occupy Wall Street al movimento dei Tea Party a Black Lives Matter. Jaffe sostiene che queste proteste dovrebbero essere intese come basate sul malcontento economico, sebbene con il punto di vista delle critiche nei confronti della figura del lavoratore bianco che il populismo economico ha storicamente centrato. Recensendo il libro per il New York Times, Vann C. Newkirk II afferma che Necessary Trouble "si concentra su coloro che sono rimasti fuori dalla lotta tra il populismo tradizionale e le corporazioni, comprese le donne e le persone di colore, e il libro trova il filo dell'ingiustizia economica in ogni trama."

### Il lavoro non ti ama (Work Won't Love You Back)
Nel 2020, Jaffe ha pubblicato il suo secondo libro, Work Won't Love You Back: How Devotion to Our Jobs Keeps Us Exploited, Exhausted and Alone con Bold Type Books, e pubblicato in italia da Minimum Fax con il titolo: "Il lavoro non ti ama. O di come la devozione per il nostro lavoro ci rende esausti, sfruttati e soli" nel 2022, ISBN 9788833893433. Il libro descrive la vita di dieci persone con un'ampia gamma di lavori diversi, e criticando il lavoro emotivo, descrive lavori sempre più impegnativi che non sono accompagnati da una maggiore compensazione finanziaria. Scrive Mary Retta in una recensione per la rivista Bitch: Jaffe "... esamina e critica l'ideologia degli 'innamorati del proprio lavoro' secondo cui se siamo appassionati a un dato lavoro, non lavoriamo affatto". Sempre secondo MR, Jaffe sostiene che questa logica rende lavoratori come gli insegnanti, "'innamorati del proprio lavoro', gli ultimi... che dovrebbero subire condizioni di lavoro ingiuste, tra cui una paga bassa e orari lunghi perché amano i loro studenti". Inoltre suggerisce che ciò possa "mettere a tacere le critiche sul fatto che i lavoratori sottopagati (o non pagati) nel loro "lavoro dei sogni" nel mondo del volontariato, dei tirocini o nel mondo accademico siano visti come ingrati se mettono in discussione la struttura di comando del lavoro e chi ne trae beneficio: "Dovremmo lavorare per il gusto di farlo... e non dovremmo osare porre domande sul modo in cui il nostro lavoro sta arricchendo altre persone mentre lottiamo per pagare l'affitto." In definitiva, Retta trova che "uno dei punti più interessanti di Jaffe sta nella sua discussione sul fatto che il nostro amore non corrisposto per il lavoro ha pervertito la nostra capacità di amare gli altri esseri umani", con il lavoro che assorbe sempre più energie affettive e lascia poco spazio alle relazioni personali, cosa che Jaffe esorta i lettori a contrastare, scrivendo: "Quello in cui credo, e voglio che si creda... è che l'amore è troppo grande, bello, grandioso, disordinato e umano per essere sprecato in un fatto temporaneo della vita come il lavoro."
Il libro ha ricevuto elogi dalla critica. Retta afferma che la sua uscita nel gennaio 2021 durante lo sconvolgimento economico della pandemia di COVID-19 significava che il libro "fosse arrivato al momento perfetto". Nel Guardian, anche Tim Adams ritiene che sia "un'analisi estremamente tempestiva". Publishers Weekly lo ha definito "un invito degno di nota e persuasivo a tornare a una visione più pragmatica del lavoro".